# Meliosma vasquezii
Meliosma vasquezii är en tvåhjärtbladig växtart som beskrevs av Alwyn Howard Gentry. Meliosma vasquezii ingår i släktet Meliosma och familjen Sabiaceae. Inga underarter finns listade.